# 言い出しかねて
「言い出しかねて」（いいだしかねて、I Can't Get Started）は、1936年に発表されたジャズ・スタンダード。レヴュー『ジーグフェルド・フォリーズ』のために書かれた。作詞はアイラ・ガーシュウィン、作曲はヴァーノン・デューク。

## 収録を行った主なアーティスト
- バニー・ベリガン
- サミー・デイヴィスJr.[2]
- デューク・エリントン
- エラ・フィッツジェラルド
- フランク・シナトラ[3]
- ビリー・ホリデイ
- チェット・ベイカー
- チャーリー・パーカー
- ベニー・グッドマン
- チャールズ・ミンガス
- レスター・ヤング＆オスカー・ピーターソン
- ロッド・スチュワート
- バリー・マニロウ
- ディジー・ガレスピー
- クリフォード・ブラウン
- ジョン・コルトレーン